# Plaza Kennedy (Providence)
La Plaza Kennedy, anteriormente Exchange Place, Exchange Terrace o City Hall Park, es una plaza pública rectangular que ocupa una parte central del Downtown de la ciudad de Providence, la capital del estado de Rhode Island (Estados Unidos). Desde mediados del siglo XIX ha servido como centro cívico y de transporte. 
Está delimitada por las calles Exchange al noreste, Fulton al sureste, Dorrance al suroeste y Washington al noroeste. En los extremos noreste y suroeste hay tres estructuras cívicas: el Ayuntamiento, el Federal Building y el John O. Pastore Federal Building. Al sureste hay una hilera de rascacielos que comprenden las estructuras centrales del horizonte de la ciudad. Al noreste se encuentran Parque Burnside y Union Station.
En 2003, la Plaza Kennedy fue descrito por el historiador de la arquitectura William McKenzie Woodward como "[E]l espacio de la ciudad que se reelabora más constantemente... [que] ahora es prácticamente una gran estación de autobuses al aire libre.... En última instancia, trascendiendo sus fallas, la Plaza Kennedy es un atractivo espacio abierto realzado y realzado por algunos de los mejores edificios de la ciudad".

## Historia

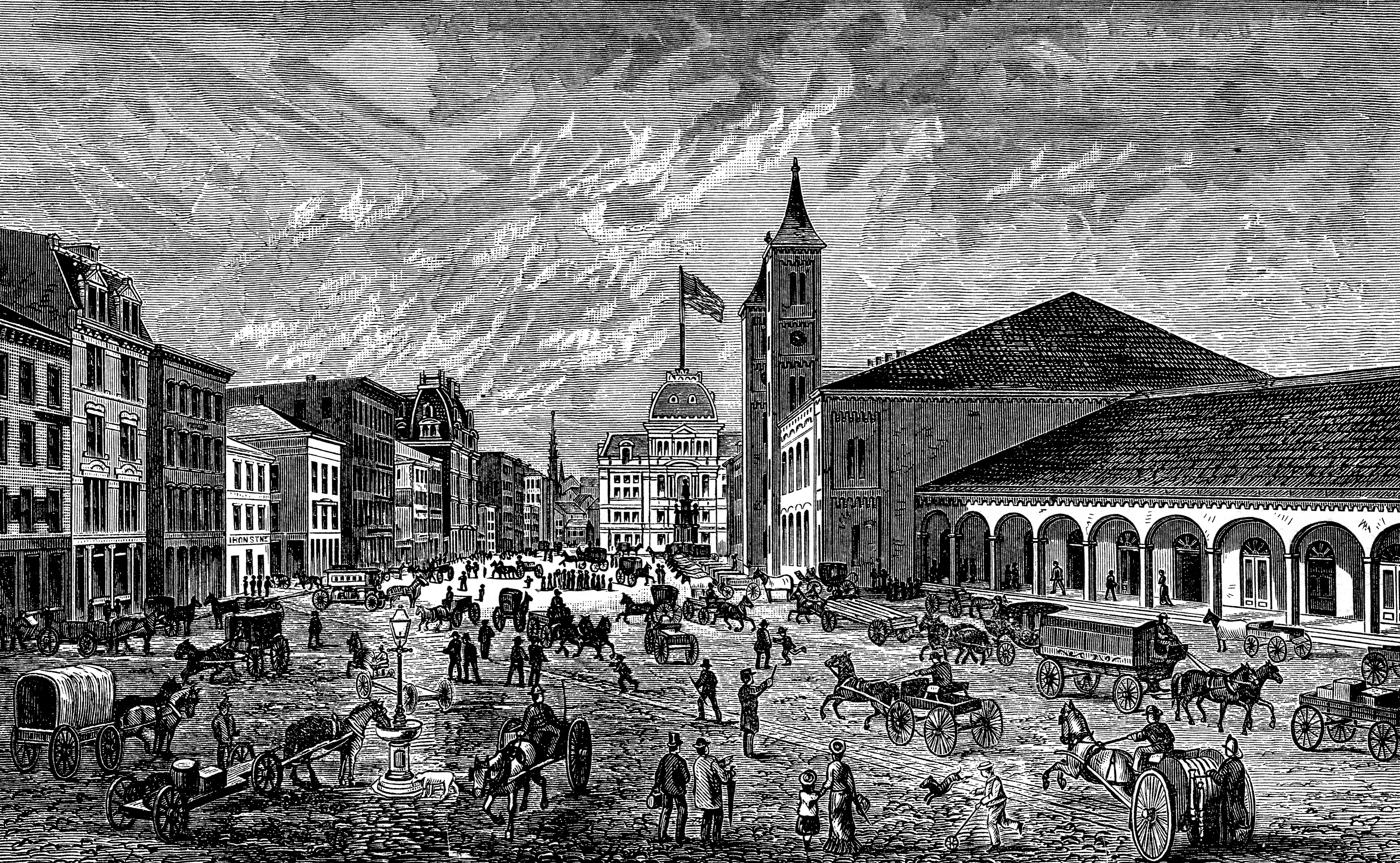
Un grabado que representa Exchange Place en 1886

La Plaza Kennedy ha visto numerosas transformaciones durante los siglos XIX y XX. Según el historiador de arquitectura Woodword, el sitio es "el espacio más constantemente reelaborado de Providence, y la interpretación completa de su historia llenaría un libro que podría ser un hito en la comprensión del urbanismo estadounidense".

### SigloXIX
En el siglo XVIII, el área que ahora es la Plaza Kennedy era parte de Great Salt Cove, un estuario formado por la confluencia de los ríos Moshassuck y Woonasquatucket. Durante las dos décadas del siglo XIX, la economía manufacturera de Providence experimentó un rápido crecimiento, superando la infraestructura necesaria para distribuir estos productos a los mercados nacionales. Para abordar este problema, compañías como el Ferrocarril de Boston y Providence y el Ferrocarril de Providence y Worcester. Mientras que el ferrocarril de Boston y Providence ubicó su terminal de Rhode Island en el vecindario periférico de Fox Point, el Ferrocarril de Providence y Worcester luchó considerablemente para establecer una terminal ferroviaria en el centro comercial de Providence. En 1846, la ciudad otorgó permiso a la compañía para rellenar una parte de Great Salt Cove y erigir un patio ferroviario y una terminal frente a Exchange Street. Durante los siguientes dos años, Providence and Worcester Railroad erigió la primera Union Station, un edificio románico lombardo definido por dos agujas imponentes. La construcción de la estación creó el área, denominada Exchange Place, como el núcleo del transporte ferroviario en la ciudad.

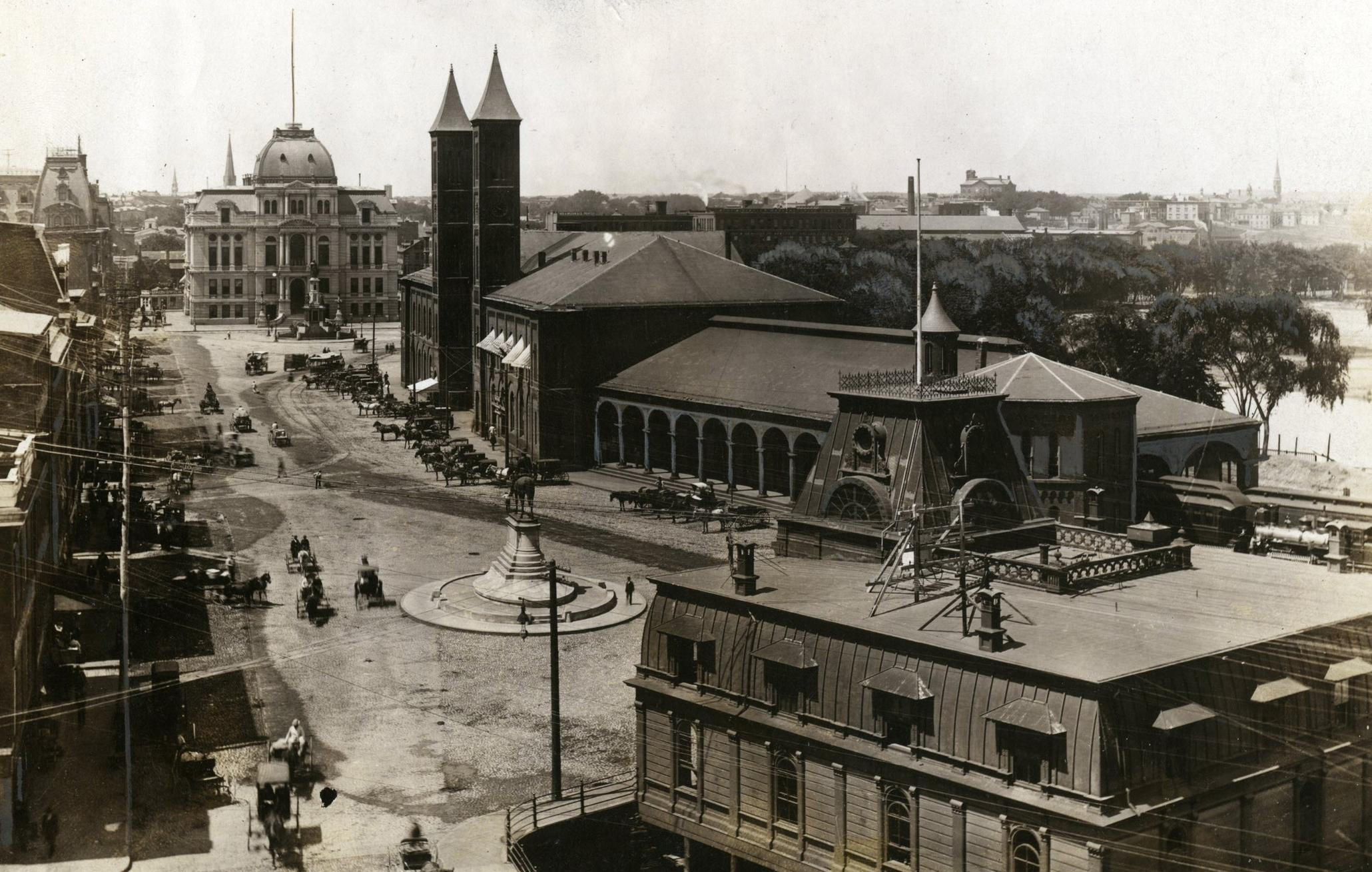
Lugar de intercambio, ca. 1890. Ayuntamiento en el centro; a su derecha está First Union Station, donde actualmente existe el parque Burnside.

Entre 1875 y 1878, la ciudad de Providence construyó el Ayuntamiento al suroeste inmediato de la estación. El municipio erigió simultáneamente una estación de bomberos en el extremo opuesto de la plaza.
En 1896 Union Station sufrió un incendio catastrófico. En el momento de su destrucción, ya se había comenzado a trabajar en la construcción de una nueva Union Station significativamente más grande en su norte inmediato; esta estación se inauguró en 1898. El área que antes ocupaba la estación original se ajardinó y abrió como City Hall Park.

### SigloXX

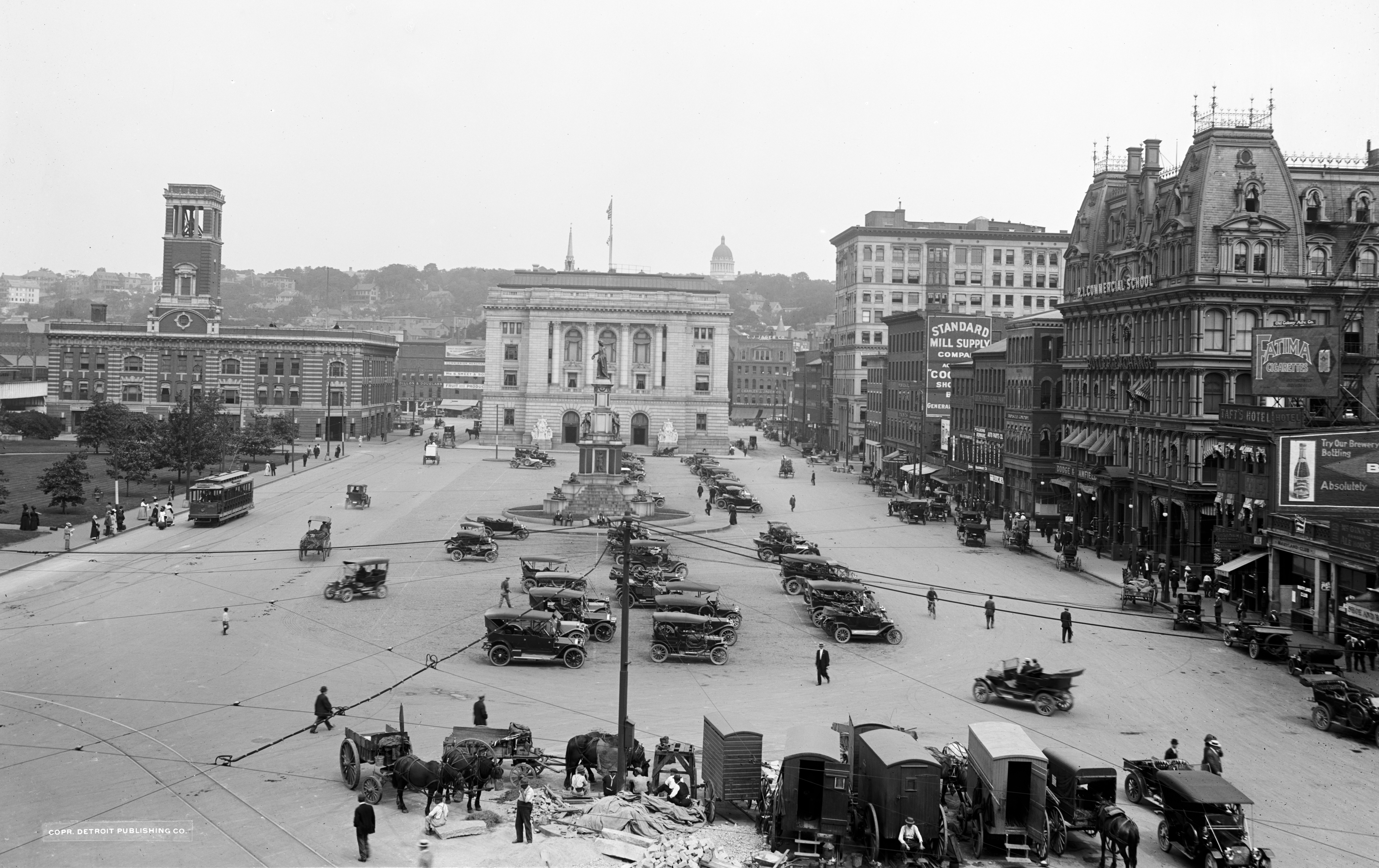
Exchange Place c. 1910, frente al entonces nuevo Federal Building

En 1903 se construyó el Federal Building frente al Ayuntamiento. De 1920 a 1924, la plaza estuvo rodeada de vías de tranvía.
Durante la Segunda Guerra Mundial, United Electric Railway y The Narragansett Electric Company (propiedad de Marsden J. Perry) pusieron en servicio "carros sin rieles" al instalar autobuses eléctricos en 1943. Empleando lo que entonces se conocía como una estación "WAIT" en forma de circuito, los autobuses UER servían de North Main St a Pawtucket y a través del túnel del East Side a las calles Thayer, Waterman, Angell, Hope y Elmgrove. A medida que los fondos federales estuvieron disponibles a fines de la década de 1970 para las zonas libres de automóviles, todas las áreas de espera de autobuses locales se consolidaron en la Plaza Kennedy.
En la década de 1950, la plaza se volvió menos central para las necesidades de transporte de la ciudad, ya que el automóvil se convirtió en el modo de transporte dominante.

#### Huracán de 1938
El Gran Huracán de Nueva Inglaterra de 1938 inundó toda la extensión de Exchange Place cuando tocó tierra el 20 de septiembre. La marejada ciclónica golpeó justo al final de la jornada laboral; el nivel del agua subió hasta unos 4 m, con fuertes corrientes arrastrando a la gente. 

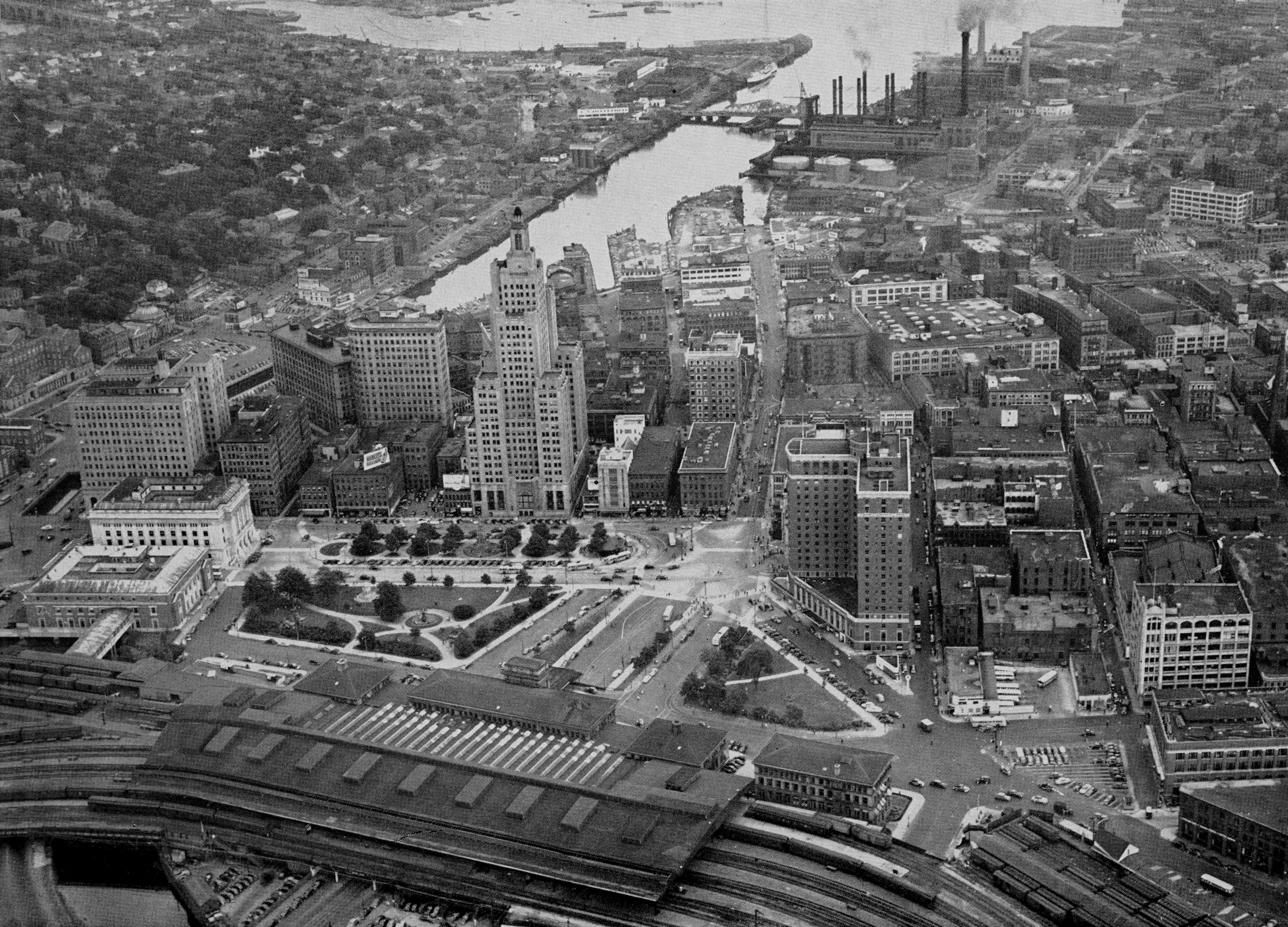
Una vista aérea de 1951 del centro de Providence. La Plaza Kennedy es visible en el centro a la izquierda.

#### 1964: Plaza Kennedy
El senador de Massachusetts, John F. Kennedy, habló desde los escalones del frente del Ayuntamiento el lunes 7 de noviembre de 1960, el día antes de ser elegido presidente. Kennedy habló durante 13 minutos ante una multitud de entre 40 000 y 50 000 personas en la plaza. El discurso de Kennedy fue un ataque de campaña contra el candidato republicano Richard Nixon. Según los informes, las emociones en la multitud eran altas, con muchas personas gritando y cantando. En 1964, después del asesinato de Kennedy, la plaza pasó a llamarse Plaza Kennedy en honor al difunto presidente de los Estados Unidos.
En 1983, el alcalde Vincent Cianci hizo rediseñar la plaza como una estación central de autobuses. Las paradas de autobús urbano en las calles Washington, Westminster y Weybosset se consolidaron en la Plaza Kennedy con la esperanza de reducir la congestión y la contaminación del aire.
Inspirándose en el Rockefeller Center de Manhattan, en 1998 se añadió una pista de patinaje a la plaza. Fue diseñado por William D. Warner Architects & Planners.
En 2002, se construyó en el centro de la plaza el Centro de Transporte Intermodal, una estación de autobuses de 12 millones de dólares.

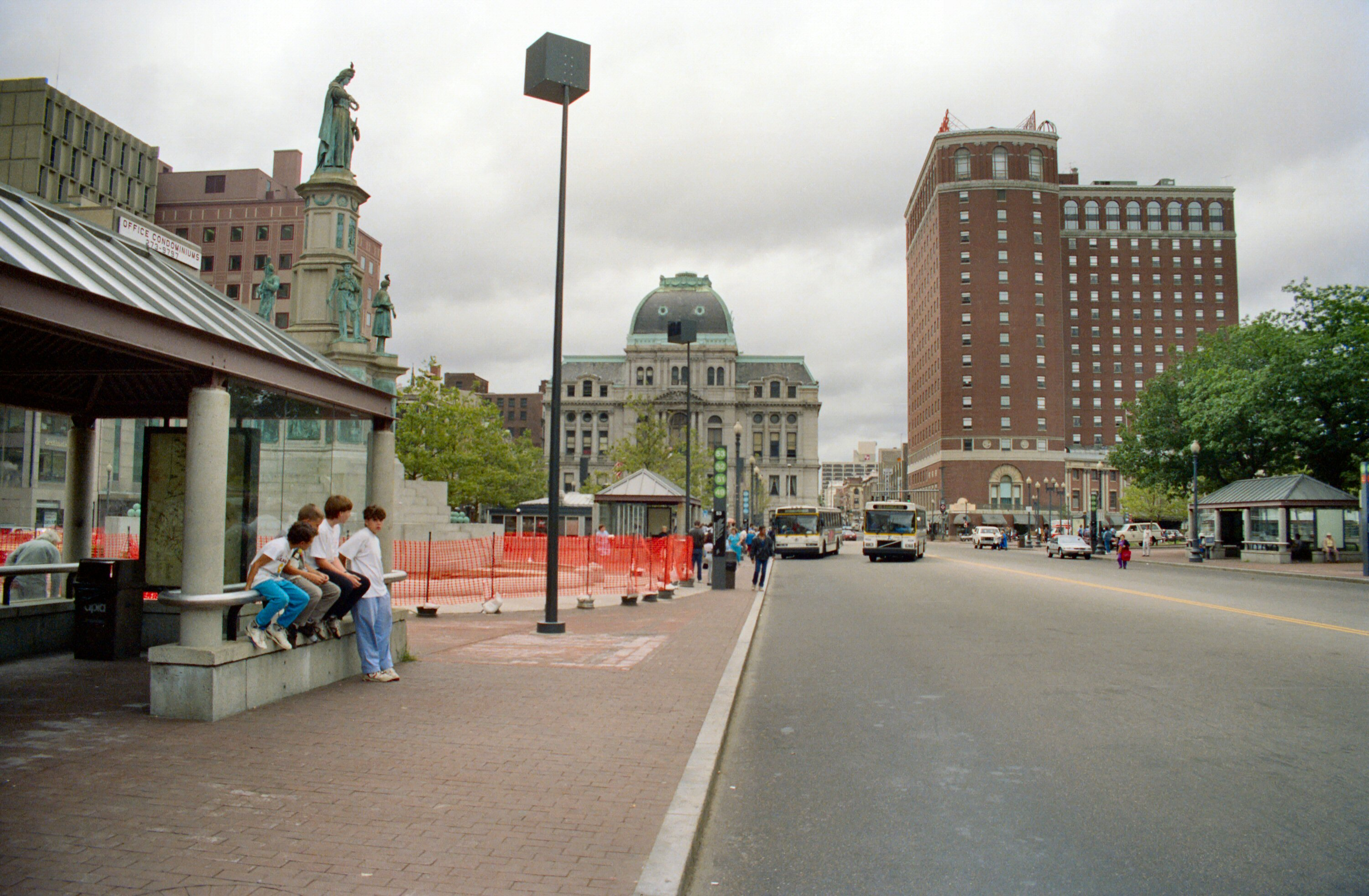
La Plaza Kennedy en 1990, después de que fuera rediseñada para funcionar como una estación central de autobuses

### SigloXIX

#### Proyecto de rehabilitación del eje RIPTA 2014
En el verano de 2014, RIPTA comenzó un esfuerzo de rediseño que cambió la configuración de la Plaza Kennedy e incluyó la reubicación de los puntos terminales de las paradas de autobús actuales que anteriormente estaban ubicados en Plaza. El plan general transformó la Plaza en un entorno orientado a los peatones, donde las ubicaciones de las terminales de autobuses se trasladaron a la periferia de la Plaza y al adyacente Burnside Park. RIPTA ha notado un aumento del 11 % en el número de pasajeros del sistema estatal. 
Anticipándose a la inauguración del proyecto de rehabilitación el 15 de julio de 2014, a partir del 12 de julio, se encontraron ubicaciones de terminales de autobús a lo largo de Exchange Street cerca de One Financial Tower, North Fountain Street, Exchange Terrace a lo largo del edificio de la Fundación Rhode Island y en Sabin Street a lo largo del Centro de Convenciones de Rhode Island, debajo de Omni Hotel Towers. RIPTA anunció el 9 de diciembre de 2014 que el Hub reabriría el 17 de enero de 2015.
En 2016, para combatir la creciente reputación de refugio para el tráfico de drogas, el vandalismo y la prostitución, RIPTA contrató a un escuadrón de guardias de seguridad privados desarmados para patrullar la Plaza Kennedy.
Hasta 2017, la Plaza Kennedy sirvió como el nexo moderno de los servicios públicos de tránsito de autobuses convencionales y trolebús del estado operados por la Autoridad de Tránsito Público de Rhode Island (RIPTA), así como un punto de partida para las líneas de autobuses Peter Pan y Greyhound.

#### Propuestas de rediseño cívico
En agosto de 2017, el alcalde Jorge Elorza anunció planes para transformar la Plaza Kennedy de su papel tradicional como centro de transporte en un espacio público que serviría como un "verdadero corazón cívico" de la ciudad, similar al Bryant Park de Nueva York. Los planes incluyen nuevos patrones de tráfico, menos paradas de autobús y nuevos edificios con servicio de alimentos y baños. La Plaza Kennedy seguirá conservando las paradas de autobús, pero gran parte del tráfico de autobuses se dispersará entre nuevos "centros" en Providence Station y en Jewelry District. Se esperaba que el proyecto de 17 millones de dólares comenzara en el verano de 2021. El plan fue criticado por sus efectos esperados en el transporte municipal. En marzo de 2021, el Ayuntamiento y los planificadores de la ciudad anunciaron un plan ampliado de 140 millones de dólares, repartido en múltiples fases durante varios años. La versión más reciente del plan incluye la reubicación de la pista de patinaje sobre hielo y su uso ampliado hasta el verano como piscina para niños en un parque acuático.
El proyecto de espacio público Providence Unified Vision del alcalde Elorza se anunció en julio de 2021. El plan incluye rediseños de la Plaza Kennedy y la orilla del río. En el plan se incluyen baños públicos, pasarelas, mejoras a la orilla del río, jardines verdes, una cafetería y un espacio para espectáculos.

## Escultura
La Plaza Kennedy alberga tres obras de arte públicas. El más destacado es el Monumento a los Soldados y Marineros de 1871 que ocupa un espacio directamente frente al Ayuntamiento de Providence. Dedicado originalmente en 1871, fue esculpido por Randolph Rogers con el pedestal diseñado por el arquitecto Alfred Stone. El monumento fue trasladado durante la transformación del Parque del Ayuntamiento/Lugar de Intercambio en 1913 al centro de la plaza y volvió a su ubicación actual en 1997. Grandes placas de bronce en la base del monumento enumeran a los residentes muertos en la guerra. Otra placa honra a los veteranos afroamericanos de Rhode Island. Una dedicatoria en una placa del noreste dice "Rhode Island rinde homenaje a la memoria de los hombres valientes que murieron para que su país pudiera vivir". A fines de 2016, Downtown Parks Conservancy of Providence inició un esfuerzo de recaudación de fondos para restaurar el monumento y la infraestructura que lo rodea.
Un reloj ocupa espacio frente a las puertas principales del Centro de Transporte Intermodal RIPTA.
Una copia de 1911 de The Hiker de Theo Alice Ruggles Kitson se encuentra en la isla central de los atracaderos de las instalaciones de RIPTA y conmemora a los soldados estadounidenses que lucharon en la guerra hispanoamericana, la Rebelión de los Bóxers y la guerra filipino-estadounidense. La escultura original de 1906 se encuentra en la Universidad de Minnesota.
Otras esculturas en la Plaza incluyen una estatua ecuestre de 1887 de Ambrose Burnside de Launt Thompson, la Fuente Bajnotti (1899) de Enid Yandell y, en City Hall Park, The Scout (1911) de Henri Schonhardt.

## Haven Brothers Diner
Haven Brothers Diner (ubicado al lado del ayuntamiento durante las horas de la tarde), fundado en 1888, es uno de los restaurantes sobre ruedas más antiguos de Estados Unidos cuando se inauguró como un carro de almuerzo tirado por caballos.

## Edificios y espacios vecinos

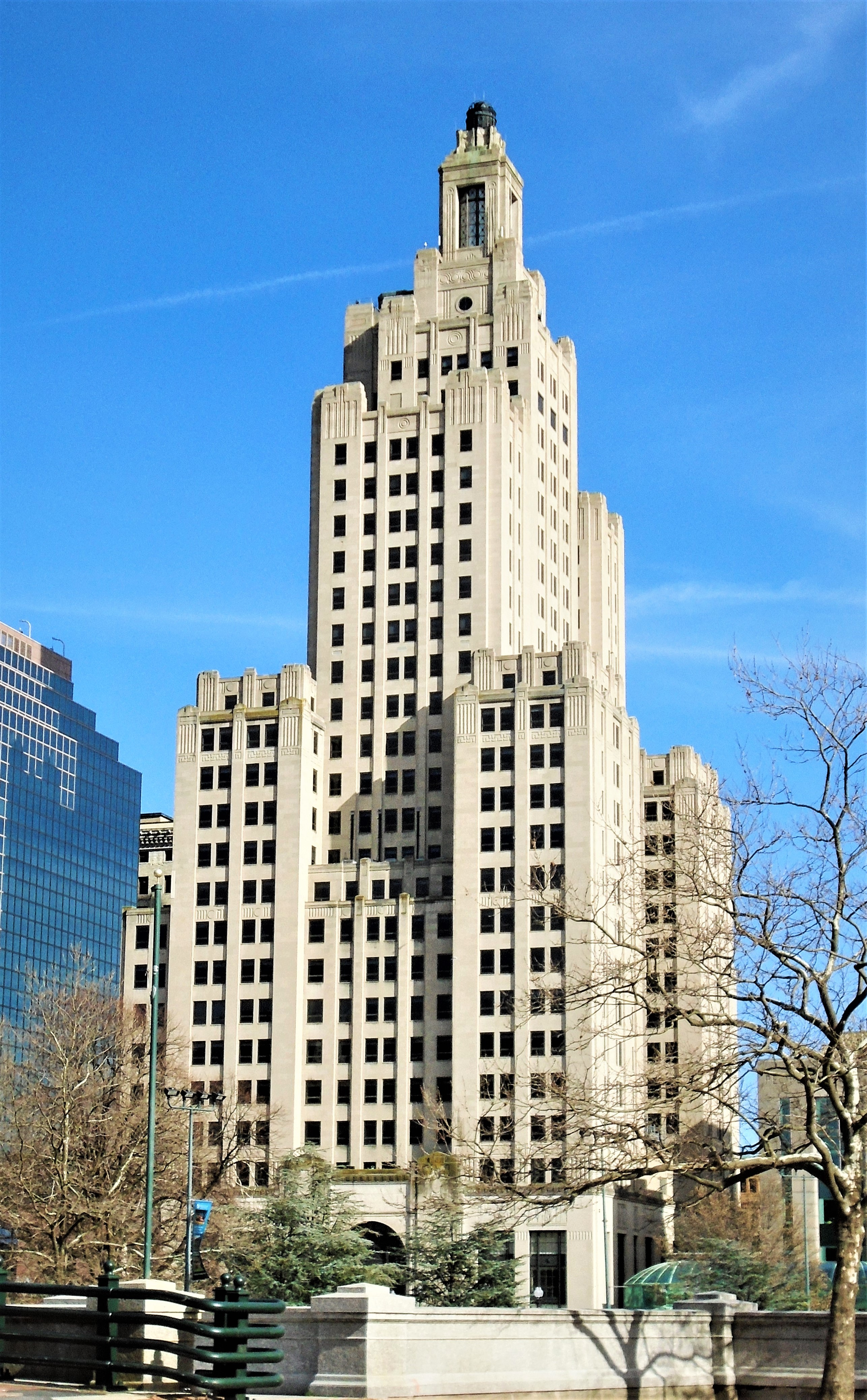
El Industrial National Bank Building es desde 1928 el edificio más alto de la ciudad.

En el sentido de las agujas del reloj, desde el noreste:
- Federal Building
- One Financial Plaza
- 100 Westminster (conectado con 30 Kennedy Plaza)
- 50 Kennedy Plaza
- Industrial National Bank Building
- 66–68 Plaza Kennedy
- 70 Kennedy Plaza (Caja de Ahorros del Pueblo)
- The Westminster Square Building (10 Dorrance Street)
- Haven Brothers Diner
- Ayuntamiento de Providence
- Providence Biltmore (11 Dorrance St)
- Bank of America Skating Center (2 Kennedy Plaza)
- Parque Burnside
- Oficina de correos de la estación financiera del anexo, 2 Exchange Terrace